# Summer Greeting
「Summer Greeting」（サマー グリーティング）は、日本のバンドTUBEの50枚目のシングルである。2009年6月10日発売。発売元はソニー・ミュージックアソシエイテッドレコーズ。

## 概要
- 前作から1年ぶりとなるシングル。
- 初回生産限定盤■CD+DVD(ジャケット＆PV撮影オフショット、2009年のプロダクツに関するメンバーインタビュー)※プレゼントが当たる宝くじカード封入。

## 収録曲
| 全作詞: 前田亘輝、全作曲: 春畑道哉、全編曲: TUBE。 |                                    |          |            |      |
| #                                                  | タイトル                           | 作詞     | 作曲・編曲 | 時間 |
| 1.                                                 | 「Summer Greeting」                | 前田亘輝 | 春畑道哉   | 4:59 |
| 2.                                                 | 「俺達ゃBuddy」                    | 前田亘輝 | 春畑道哉   | 4:03 |
| 3.                                                 | 「Summer Greeting (Instrumental)」 | 前田亘輝 | 春畑道哉   | 4:58 |
| 合計時間:                                          | 合計時間:                          | 14:00    |            |      |

| #  | タイトル                                          | 作詞 | 作曲・編曲 |
| -- | ------------------------------------------------- | ---- | ---------- |
| 1. | 「Summer Greeting」(Video Clip)                   |      |            |
| 2. | 「ジャケット&ツアーパンフレット撮影オフショット」 |      |            |
| 3. | 「メンバーソロインタビュー」                      |      |            |

## 収録アルバム
- Blue Splash (#1)
- All Singles TUBEst -White- (#1)